# Jensy Muñoz
Pour les articles homonymes, voir Muñoz.
Jensy Bernardo Muñoz Sallas est un footballeur cubain, né le 26 janvier 1983 dans la municipalité de Arroyo Naranjo (La Havane), qui évoluait au poste de milieu de terrain.

## Biographie

### Sélection
Convoqué pour la première fois en équipe de Cuba, le 13 mars 2003, à l'occasion d'une rencontre amicale face à la Jamaïque (victoire 1-0), Jensy Muñoz fait partie du groupe appelé à disputer la Gold Cup 2005, deux ans plus tard. Par la suite, il participe aux éliminatoires de la Coupe du monde 2010 (huit matchs joués pour un but marqué), ainsi qu'à la phase finale de la Coupe caribéenne des nations 2008. 
En outre, avec l'équipe olympique, il dispute les Jeux panaméricains de 2003 à Santo Domingo avant d'enchaîner avec le tournoi pré-olympique de la CONCACAF servant de qualifications aux Jeux olympiques d'Athènes 2004.

#### Buts en sélection
| Buts en sélection de Jensy Muñoz | Buts en sélection de Jensy Muñoz | Buts en sélection de Jensy Muñoz        | Buts en sélection de Jensy Muñoz | Buts en sélection de Jensy Muñoz | Buts en sélection de Jensy Muñoz | Buts en sélection de Jensy Muñoz |
|                                  | Date                             | Lieu                                    | Adversaire                       | Score                            | Résultat                         | Compétition                      |
| -------------------------------- | -------------------------------- | --------------------------------------- | -------------------------------- | -------------------------------- | -------------------------------- | -------------------------------- |
| 1.                               | 6 septembre 2006                 | Estadio Pedro Marrero, La Havane (Cuba) | Îles Caïmans                     | 7-0                              | 7-0                              | QCAR 2007                        |
| 2.                               | 11 octobre 2008                  | RFK Stadium, Washington DC (États-Unis) | États-Unis                       | 2-1                              | 6-1                              | QCM 2010                         |

## Palmarès

### En club
- FC Ciudad de La Habana
  - Vice-champion de Cuba en 2002-03, 2005-06 et 2007-08.

- Parham FC
  - Champion d'Antigua-et-Barbuda en 2016-17.